# Mario Malatesta
Mario Malatesta (Roma, 29 febbraio 1908 – Roma, 19 novembre 1970) è stato un calciatore e allenatore di calcio italiano, di ruolo centrocampista.

## Carriera

### Giocatore
Inizia l'attività agonistica nel 1928-1929 con lo Spezia, nelle cui file vince la stessa stagione il titolo di Prima Divisione, ottenendo la promozione in Serie B.
Sale quindi in massima serie, dove veste le maglie della Lazio – la squadra in cui si dimostra più prolifico – e (brevemente) del Milan, prima di approdare nel 1933-1934 alla Sampierdarenese (dal 1937 nota come Liguria), con cui trionfa in serie cadetta e conquista l'immediato ritorno in A. Detiene il record di presenze in massima categoria (157, con 2 reti all'attivo) con la maglia del club ligure, nonché il primato assoluto di presenze (189).
Chiude la carriera da calciatore nel 1943, non prima di aver giocato un anno nell'Ascoli e due nell'Aosta, in entrambi i casi in Serie C.
In carriera, ha collezionato complessivamente 235 presenze e 19 reti in Serie A.

### Allenatore

Malatesta (primo da destra) tecnico del Perugia nel 1945-1946

Cessata l'attività agonistica, nell'immediato secondo dopoguerra intraprende la carriera di allenatore con il Perugia, che nella stagione 1945-1946 porta subito alla vittoria della Serie C Centro-Sud e alla promozione in seconda serie.
Dopo aver guidato l'anno seguente il Seregno, con buoni risultati, in Serie B, negli anni cinquanta prende poi in mano per lungo tempo le giovanili del Milan, conducendole a diverse vittorie nel Torneo di Viareggio e portando nel vivaio rossonero, tra gli altri, i promettenti Giovanni Trapattoni e Giovanni Lodetti. Ha inoltre allenato l'Olympiacos, in Grecia.

## Palmarès

### Giocatore
- Campionato italiano di Serie B: 1

Sampierdarenese: 1933-1934 (girone A; girone finale)
- Campionato italiano di Prima Divisione: 1

Spezia: 1928-1929 (girone A Nord; girone finale Nord)

### Allenatore
- Campionato italiano Serie C: 1

Perugia: 1945-1946 (girone B Centro-Sud)